# Friedrich Christoph von Görne
Friedrich Christoph von Görne (geboren 1734 in Gollwitz, getauft 6. Juli 1734 in Berlin; † 16. Oktober 1817) war ein preußischer Staatsminister.

## Leben
Seine Eltern waren der Brandenburger Domherr und Kammergerichtspräsident Hans Christoph von Görne (1697–1765), Erbherr auf Kützkow, Tiekow, Lugowen, und dessen Ehefrau Sophie Wilhelmine Eleonore, geb. von Bassewitz († 1791). Sein Großvater, Hans Friedrich Christoph von Görne, hatte bereits hohe Ämter in der brandenburgisch-preußischen Monarchie bekleidet und so wurde für Friedrich Christoph ebenfalls eine Karriere in der Zivilverwaltung angestrebt.
Nachdem er offenbar Privatunterricht im Elternhaus erhalten hatte, ging er ab Juni 1749 auf die Ritterakademie in Brandenburg (Havel) und studierte ab März 1753 die Rechte an der Viadrina in Frankfurt (Oder). Am 12. Juli 1758 begann er als Auskultator bei der Kurmärkischen Kammer und nach der ersten juristischen Prüfung noch im September 1758 als Referendar am Berliner Kammergericht. Bereits im Januar 1760 wurde er Kriegs- und Domänenrat in der Breslauer Kammer, aus der er im Mai 1764 ausschied.
Nach dem Tod des Vaters im Jahr 1765 fiel ihm das hochverschuldete Gut Gollwitz zu. Am 12. August 1766 heiratete er die nahezu 40 Jahre ältere, geschiedene Frau des Freiherrn von Asseburg, Johanna Juliane, geb. Ketzler (* um 1697). 1767 erhielt er von Friedrich II. den Titel Kammerherr und wurde Landesdirektor des Fürstentums Brieg. Am 2. Oktober 1768 bekam er das schlesische Inkolat (Aufnahme in den Ritterstand). Nach dem Tode seiner Frau Mitte  1768 erbte er die Güter Jacobine, Ober- und Nieder-Dremmling und Schimmeley in Schlesien.
Am 4. Dezember 1774 wurde er von König Friedrich II. zum Staats- und Kriegsminister beim Generaldirektorium berufen und ab 2. April 1775 Chef der preußischen Seehandlung. Anfang Juli wurde er zudem zum Kommissar der neu gegründeten Kur- und Neumärkischen Ritterschaftlichen Kredit-Assoziation ernannt.
Um 1780 verfügte von Görne über Grundbesitz in vier Provinzen: in Magdeburg (Gut Kützkow), der Kurmark (Tiekow und Bahnitz), in Schlesien (die von seiner Frau ererbten Güter) und in Ostpreußen (großväterliche Güter Lugowen). Dazu erwarb er noch ein Haus in Berlin (Palais Görne). Außerdem hatte er 1770 die Güter Triebusch und Klein Saul, 1771 Ellguth und Schmarcker, 1774 Klein Peiskerau im Kreis Ohlau und 1778 Schiedlawe und Raschewitz erworben.
Als Chef der Seehandlung erwarb er sich zunächst Verdienste um die vor dem Bankrott stehende Gesellschaft, indem er 1775 die beiden separaten Kompagnien Compagnie de Prusse und Société maritime zusammenführte und 1776 wieder einen Gewinn erzielen konnte. Ende 1781 wurde jedoch immer deutlicher, dass die Seehandlung sich in einer ernsten finanziellen Schieflage befand. Als von Görne trotz wiederholter Aufforderungen des Königs keine zufriedenstellende Bilanz vorlegen konnte, setzte dieser eine Untersuchungskommission ein, die Anfang 1782 aufdeckte, dass die Seehandlung unter von Görnes Leitung mehr als eine Million Taler Verlust gemacht hatte und am Rande des Bankrotts stand. Darüber hinaus hatte von Görne ihre Geschäfte mit seinen Privatgeschäften vermischt, zu deren Finanzierung er sich selbst hohe Darlehen aus Mitteln der Seehandlung bewilligt hatte. Daraufhin ordnete der König am 19. Januar 1782 von Görnes Entlassung und Verhaftung an. Sein Nachfolger als Leiter der Seehandlung wurde Friedrich Wilhelm von der Schulenburg-Kehnert, dem es in den folgenden Jahren gelang, die Seehandlung zu sanieren. Im Februar 1782 verlor von Görne auch die Direktion des Kur- und Neumärkischen Ritterschaftlichen Kreditinstituts, wo es ebenfalls zu Unregelmäßigkeiten gekommen war.
Das gesamte Vermögen von Görnes wurde beschlagnahmt und größtenteils verkauft, um die von ihm verschuldeten Fehlbeträge zu decken. Der König drängte auf einen raschen Kriminalprozess gegen von Görne, der am 25. April 1782 vom Kammergericht zur Konfiskation aller seiner Güter und zu lebenslanger Festungshaft verurteilt wurde, zu deren Verbüßung er in die Festung Spandau eingeliefert wurde. Von Görne selbst hielt hartnäckig an der Illusion fest, dass sein Privatvermögen groß genug gewesen sei, um alle an ihn gerichteten Forderungen zu befriedigen, und seine Vermögenswerte unter Wert verkauft worden seien, und hielt sich deshalb für ungerecht behandelt.
Nach längeren Verhandlungen wurde von Görne schließlich um die Jahreswende 1790/91 aus der Haft entlassen. Er musste eine Abtretungserklärung für alle seine Güter unterzeichnen; zur Bestreitung seines Lebensunterhalts wurde ihm eine jährliche Pension von 800 Talern bewilligt. Diese kam aber zunächst nicht zur Auszahlung, da von Görne nach seiner Entlassung beim Kammergericht eine Klage gegen die Seehandlung anstrengte, die aber 1796 endgültig abgewiesen wurde. Nachdem er auf den Gütern von Bekannten gelebt hatte, erhielt er nach dem Tod seines Bruders 1798 die Nutznießung des Fideikommiss-Gutes Gollwitz bei der Stadt Brandenburg gelegen. 1799 erreichte er auch die Nachzahlung und weitere Auszahlung seiner Pension. Im März 1805 wurde er wegen „widernatürlicher Unzucht“, d. h. homosexueller Beziehungen zu mehreren jungen Leuten in Gollwitz, zu einer einjährigen Festungsstrafe verurteilt, die er ab Juni 1805 in der Festung Magdeburg verbüßte. Er starb am 16. Oktober 1817 und wurde am 29. Oktober auf dem Rathenower Weinberg-Friedhof beerdigt.
Friedrich Christoph von Görne war Ritter des Johanniterordens.